# کوکوی سینه‌سرخ
کوکوی سینه‌سرخ (نام علمی: Cuculus solitarius) نام یک گونه از تیره کوکو است.